# Знаменосец (журнал)
«Знаменосец» — ежемесячный иллюстрированный журнал министерства обороны СССР для солдат, матросов, сержантов, старшин, прапорщиков и мичманов вооружённых сил СССР.

## История
Издание журнала началось в октябре 1960 года в Москве под названием «Старшина-сержант», с января 1974 года он выходил под названием «Знаменосец».
Журнал освещал жизнь и службу военнослужащих всех видов вооружённых сил СССР, вопросы воинского воспитания и обучения, технической подготовки личного состава, регулярно помещал материалы о военной истории, о повседневной жизни и боевой учёбе вооружённых сил стран Организации Варшавского договора и других социалистических государств.